# Bulbophyllum rubromaculatum
Bulbophyllum rubromaculatum är en orkidéart som beskrevs av Walter Kittredge. Bulbophyllum rubromaculatum ingår i släktet Bulbophyllum och familjen orkidéer. Inga underarter finns listade i Catalogue of Life.